# Žluč (náčelník)
Žluč, anglicky Gall, lakotsky Phizí (cca 1840 – 5. prosince 1894) byl náčelník lakotského kmene Hunkpapů. Byl jedním z vůdců spojených indiánských kmenů v bitvě u Little Bighornu.

## Život
V brzkém věku se stal sirotkem. Byl adoptován mladším bratrem náčelníka Siouxů Sedícím býkem.[zdroj?] Účastnil se mnoha střetů s americkými osadníky a vojáky armády Spojených států amerických.
Proslulost získal za své strategické schopnosti v bitvě u Little Bighornu, kdy se mu podařilo nalákat jednotky plukovníka Custera do pozice, která z hlediska obrany byla neudržitelná.[zdroj?] Po vítězství pokračoval v bojích a ozbrojených potyčkách s americkou armádou. V květnu 1877 se společně se Sedícím býkem odebral do Kanady, nicméně vzhledem k tomu, že jim kanadská vláda neudělila rezervaci, se Žluč rozhodl opustit Sedícího býka a vrátit se USA a vzdát se armádě.
Následně se usadil v indiánské rezervaci Standing Rock, která se rozkládá na území Severní a Jižní Dakoty. V roce 1881 se stal farmářem a v roce 1889 byl jmenován soudcem u Soudu pro indiánské záležitosti (anglicky Court of Indian Affairs)

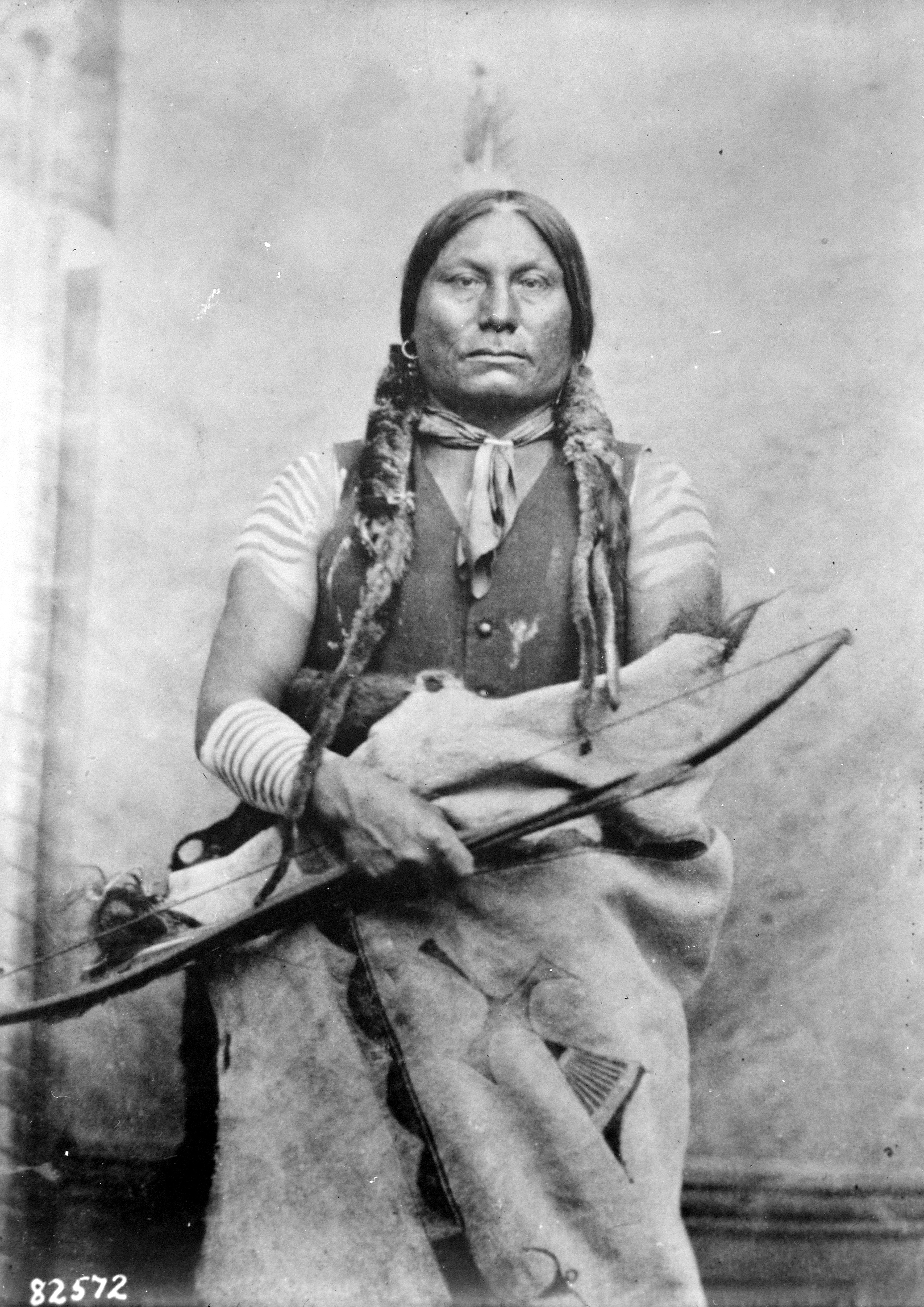
Náčelník Žluč na fotografii pořízené Davidem Francisem Barrym ve Fort Buford v Severní Dakotě v roce 1881

Zemřel 5. prosince 1894. Je pohřben na episkopálním hřbitově Saint Elizabeth ve městě Wakpala v Jižní Dakotě.